# Touwsrivier
Touwsrivier (Engels: Touws River) is een klein stadje met 8000 inwoners, in de Zuid-Afrikaanse provincie West-Kaap. Touwsrivier behoort tot de fusiegemeente Breedevallei dat onderdeel van het district Kaapse Wynland is.

## Subplaatsen
Het nationaal instituut voor de statistiek, Stats SA, deelt sinds de census 2011 deze hoofdplaats in in zogenaamde subplaatsen (sub place), c.q. slechts één subplaats:
Touwsrivier SP.